# Flore de Winne
Flore de Winne est une cavalière de dressage belge né le 5 avril 1995 à Zottegem en province de Flandre-Orientale, et a participé à ses premiers Jeux olympiques lors des Jeux olympiques d'été de 2024.

## Biographie
Flore De Winne commence sa carrière internationale en 2019. Elle se fait connaitre en 2023 aux Championnats d'Europe de dressage à Riesenbeck, en Allemagne, où elle permet à l'équipe belge de dressage à se qualifier pour les Jeux olympiques d'été de 2024 à Paris étant arrivé en individuel à la 37e place donnant la 8e place par équipe à la Belgique. En décembre 2023, elle a réalisé le tout premier 80% de l'histoire du dressage Belge au CDI-W de Malines. Au début de l'année 2024, elle était sixième à la finale de la Coupe du monde à Riyad en Arabie saoudite avec 76,139% ; et plus tard dans l'année elle a remportée la victoire aux Championnats de Belgique. Elle participe avec son cheval Flynn FRH au Jeux olympique de Paris. Elle obtient 74% au résultat du grand prix spécial donnant la 5em place à la Belgique et arrive à la 19e place en individuel, ce qui permet à la Belgique d'arriver 6em au Dressage par équipes aux Jeux olympiques d'été de 2024,. À l'issue des jeux elle vend son cheval en Suisse. En parallèle de cela Flore de Winne dirige sa propre entreprise de formation et de vente, WinHorses, à Zottegem, entreprise qui est spécialisée dans l'achat et la vente des meilleurs chevaux de dressage.